# Гонаив
Гонаи́в (фр. Les Gonaïves, гаит. креол. Gonayiv) — город на севере Гаити, административный центр департамента Артибонит.

## История
Гонаив часто называют «Городом независимости», так как здесь 1 января 1804 года Жан-Жак Дессалин провозгласил Акт о независимости Гаити. Город известен своими оппозиционными настроениями; здесь часто проходили манифестации против действующих президентов, в том числе против диктатора Жана-Клода Дювалье.
Также город стал известен тем, что здесь в феврале 2004 года началось восстание против президента Аристида, приведшее к его отставке.
Мария Фелисити, жена Жан-Жак Дессалина, умерла здесь в августе 1858 года.

## Население
По данным на 2013 год численность населения составляет 160 824 человека.
Динамика численности населения города по годам:
| 1971   | 1982   | 1990   | 1995   | 1997   | 2003    | 2013    |
| ------ | ------ | ------ | ------ | ------ | ------- | ------- |
| 28 749 | 34 209 | 49 320 | 59 049 | 63 690 | 104 825 | 160 824 |

## Средства массовой информации
- Радио Эндепанданс
- Радио Кисс-FM
- Радио Провенсьяль
- Радио Пирамид-FM
- Радио Транс-Артибонит